# Akhiok
Akhiok est une localité d'Alaska aux États-Unis dans le Borough de l'île Kodiak dont la population était de 71 habitants en 2010.

## Situation - climat
Elle est située à l'extrémité sud de l'île Kodiak dans la baie Alitak, à 129 km au sud-ouest de Kodiak et à 547 km à vol d'oiseau d'Anchorage.
Les températures vont de 12 °C en été à −4 °C en hiver avec de violents orages l'hiver et une fréquente couverture nuageuse.

## Histoire
Un village nommé Kashukugniut a été occupé par les Russes au début du dix-neuvième siècle. C'était à l'origine un lieu de chasse à la loutre situé à Humpy Cove. Le nom d'Akhiok a été référencé pour la première fois en 1880. Les habitants du lieu s'étant déplacés à l'endroit actuel, sur la baie Alitak, en 1881. L'église orthodoxe a été construite en 1900 sur l'emplacement d'une église plus ancienne. La poste a ouvert en 1933. Les habitants du village de Kaguyak s'y sont installés après que le séisme de 1964 en Alaska ait provoqué un tsunami qui a détruit leurs maisons.

## Activités locales
En dehors des emplois publics et saisonniers, l'économie locale repose essentiellement sur la pêche et la chasse : saumon, crabe, canards sauvages, ours. Une école dessert le village qui n'est accessible que par la mer ou par hydravion.

## Démographie
| 1880 | 1890 | 1910 | 1920 | 1930 | 1940 | 1950 | 1960 |
| ---- | ---- | ---- | ---- | ---- | ---- | ---- | ---- |
| 114  | 420  | 106  | 94   | 86   | 82   | 72   | 84   |

| 1970 | 1980 | 1990 | 2000 | 2010 | - | - | - |
| ---- | ---- | ---- | ---- | ---- | - | - | - |
| 115  | 105  | 77   | 80   | 71   | - | - | - |

## Sources et références
- (en) CIS

- (en) Cet article est partiellement ou en totalité issu de l’article de Wikipédia en anglais intitulé « Akhiok, Alaska » (voir la liste des auteurs).